# Mussen (Kärnten)
Die Mussen oder Auf der Mussen (1855 m. ü. A.) ist ein Almgebiet im Kärntner Lesachtal westlich des Gailbergsattels. Das Gebiet steht seit 1978 unter Naturschutz und seit 2024 Natura-2000-/Europaschutzgebiet.

## Beschreibung
Durch menschliche Einflussnahme wurde der Mussenstock zum Blumenberg Nummer eins in Kärnten: Vor geraumer Zeit war der östlichste Eckpfeiler der Lienzer Dolomiten bis zum Gipfel bewaldet. Infolge der Entfernung des Baumbestands generierten sich Almwiesen, die Grundlage für eine regionale Viehwirtschaft bedeutete. Diese Maßnahme sowie eine konsequente Bewirtschaftung bildete die Voraussetzung für das Entstehen eines Artenreichtums und hatte eine Artenvielfalt der nunmehr vorhandenen Alpenflora zur Folge. Die Waldrodung bewirkte auch eine Herabsetzung des Bodenwasserhaushalts. Durch Wärme und Bodentrockenheit entwickelten sich ganz spezielle Pflanzengesellschaften.
Unterhalb des Almgebietes befindet sich hochmontaner Buchenwald, der nach oben in Lärchenwald übergeht. Dieser bildet in etwa 1500 m Seehöhe die Waldgrenze, die künstlich nach unten verschoben ist. Der untere Teil der Mussen wird von Mähwiesen dominiert, der obere von Goldschwingelrasen und Blaugrashalden. Bemerkenswert ist der Artenreichtum der Wiesen, der schon 1867 von Gustav Adolf Zwanziger erkannt wurde. Neben zahlreichen Orchideenarten kommen hier die Türkenbund- und Feuer-Lilie sowie die Paradieslilie und der Frauenschuh vor. Letztere hat hier ihre nördliche Verbreitungsgrenze. An Tieren sind die Bergeidechse und die Kreuzotter recht häufig. Aber auch über 100 Spinnen, darunter eine der mitteleuropaweit seltensten Arten. Weiters Weberknechte, die ihr weltweit höchstgelegenes Vorkommen auf der Mussen haben. Es wurde auch der Nachweis von mehr als tausend Tierarten erbracht, darunter allein 670 verschiedene Schmetterlinge, u. a. die dort 1999 neu entdeckte Schmetterlingsart Elachista wieseriella und der Goldene Scheckenfalter.
Die Mähwiesen wurden traditionell einmal jährlich gemäht und dienten der Sicherung des Viehfutters für die Bauern der Lesachtaler Ortschaften St. Jakob, Strajach und Podlanig. Heute wird der zentrale Teil umtriebsmäßig zweijährlich gemäht, um eine Verbuschung zu verhindern.

## Naturschutzgebiet und Natura2000/Europaschutzgebiet
Die Mussen steht seit 1978 unter Naturschutz (LGBl. Nr. 54/1978). Das Naturschutzgebiet umfasst 387 Hektar und liegt zur Gänze in der Gemeinde Kötschach-Mauthen. 1995 wurde das Gebiet auch als Natura-2000-Gebiet nominiert. Am 27. Februar 2024 wurde die Mussen zum Natura 2000-/Europaschutzgebiet (LGBl. Nr. 15/2024) verordnet.

## Geschützte Lebensräume
Die Mussen besteht aus 97 % Weiden (Berg-Mähwiesen: 162,05 ha (1.6205 km²), Feuchte Hochstaudenfluren der planaren und montanen bis alpinen Stufe: 2,31 ha (0.0231 km²), Alpine und subalpine Kalkrasen: 131,06 ha (1.3106 km²)) und 3 % Heide und Gestrüpp (Buschvegetation mit Pinus mugo und Rhododendron hirsutum (Mugo-Rhododendretum hirsuti): 9,52 ha (0.0952 km²)). Sie umfasst 4 EU-geschütze-Lebensräume für 14 EU-geschützte Spezien(12 Vögel, 1 Schmetterling und 1 Pflanze). Die Einzigartigkeit der Mussen liegt vor allem in ihrer kulturhistorischen Bedeutung als Bergmahd-Gebiet und ihres außerordentlichen Pflanzenreichtums mit über 600 verschiedenen Arten, weswegen die Mussen auch als „Blumenberg“ Kärntens bezeichnet wird. Bisher konnten knapp 1.100 verschiedene Arten nachgewiesen werden, allein 670 Schmetterlingsarten – darunter der Skabiosen-Scheckenfalter (Euphydryas aurinia debilis), und der weltweit neu beschriebene Kleinschmetterling Elachista wieseriella; weiters 101 Spinnen und 14 Weberknechtarten sowie einige tiergeografische Besonderheiten (Zwergbrettkanker, Höhlenlaufkäfer, Deutscher Skorpion). Der Artenreichtum wird durch Kurzflügler, Käfer, Wanzen, Heuschrecken und anderen Kleintierarten unterstrichen.
Weitere Arten Allermannsharnisch, Anemonen, schwefelgelb und weiß, Arnika, Bartnelken, Bergastern, Brandorchidee, Grüner und Weisser Germer, Kugelochis, Mondraute, Flockenblume, Knabenkräuter, Kugelblumen, Küchenschellen, Laserkraut, Pippau, Orange Platterbse, Rote Brunelle, Stengelloser Enzian, Steinröschen, Teufelskrallenarten, Tormentill, Trollblumen, Türkenbund-Lilie, Tüpfelenzian, Wiesenraute und – eben die Prachtlilie machen in ihrer Menge das Besondere der Mussen aus. Dabei ist die Aufzählung nicht vollständig. Pflanzen der Bergmahden: Ampfer, Bocksbart, Brillenschötchen, Ehrenpreis, Glockenblumenarten, Frauenmantel, Ferkelkraut, Habichtskraut, Hahnenfuß, Heidelbeeren, Hornklee, Klappertopf, Klee, rot und weiss, verschiedene Leinkräuter, Lichtnelken, Margeriten, Pyramidengünsel, Schafgarbe, Sonnenröschen, Taubenkropf, Tormentill, Vergißmeinnicht, Wegerich-Arten, Wundklee …… dazu die Vielfalt der Gräser.
List der Arten von gemeinschaftlichem Interesse FFH Arten (siehe Pflanzenartenschutzverordnung)

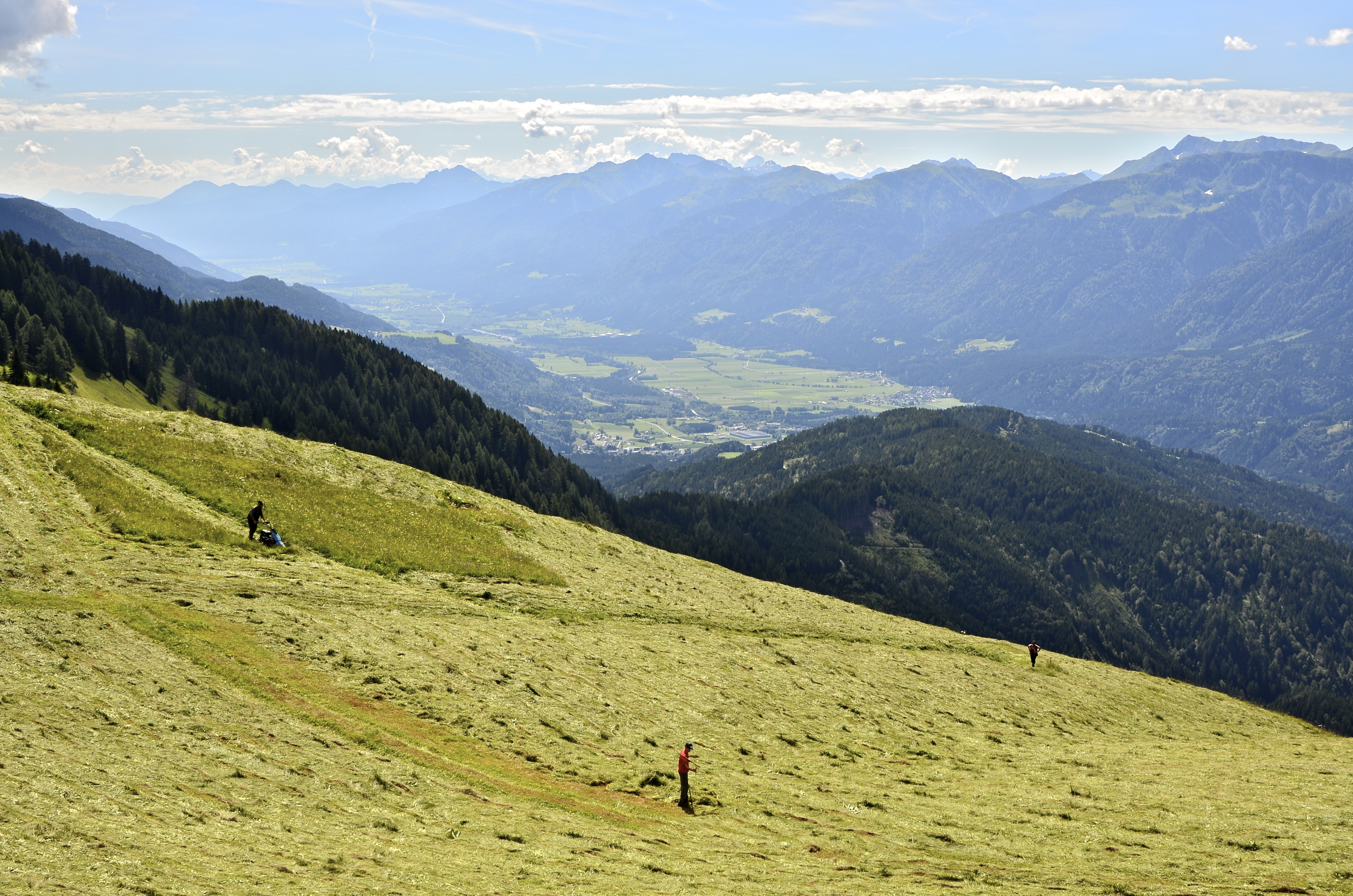
Heuernte und Blick auf Kötschach im Gailtal

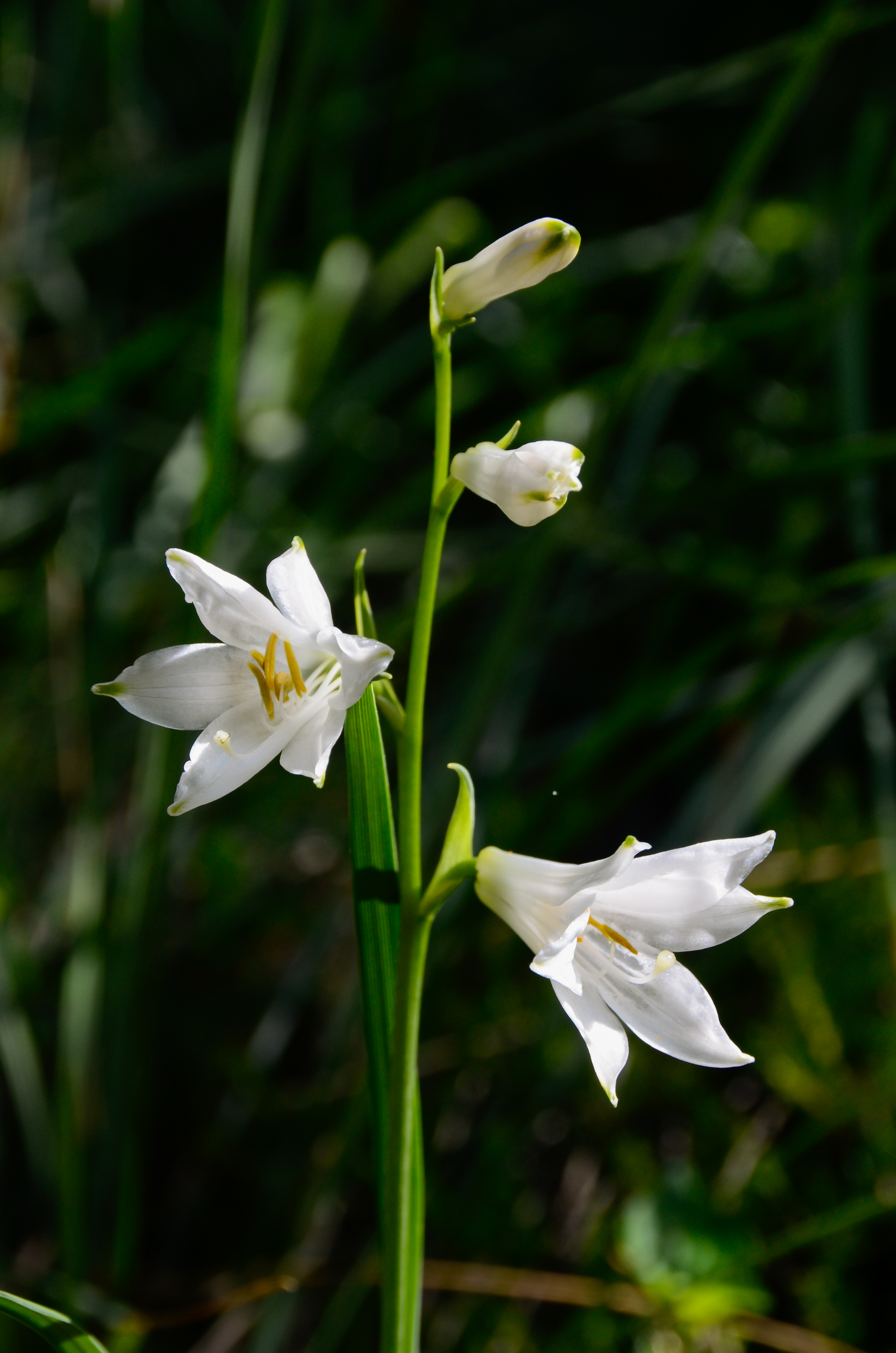
Paradieslilie (Königin der Mussen)

### Geschützte Flora
- Alpen-Mannstreu (Eryngium alpinum)
- Frauenschuh (Cypripedium calceolus)
- Paradieslilie
- Arnika
- Großblütige Gämswurz (Doronicum grandiflorum)
- Buschvegetation mit
  - Pinus mugo
  - Rhododendron hirsutum (Mugo-Rhododendretum hirsuti)

### Geschützte Fauna
- Sumpf-Schekenfalter
- Kleinschmetterling Elachista wieseriella
- Steinadler (Aquila chrysaetos)
- Wanderfalke (Falco peregrinus)
- Schwarzspecht (Dryocopus martius)
- Grauspecht (Picus canus)
- Dreizehenspecht (Picoides tridactylus)
- Wespenbussard (Pernis apivorus)
- Felsen-Rebhuhn (Alecotris graeca saxatilis)
- Haselhuhn (Bonasa bonasia)
- Auerhuhn (Tetrao urogallus)
- Alpenschneehuhn (Lagopus mutus helveticus)
- Birkhuhn (Tetrao tetrix)
- Steinhuhn (Alectoris graeca saxatilis)
- Skabiosenscheckenfalter (Euphydryas aurinia)
- Braunbär (Ursus arctos)
- Luchs (Lynx tetrix tetrix)

## Bilder

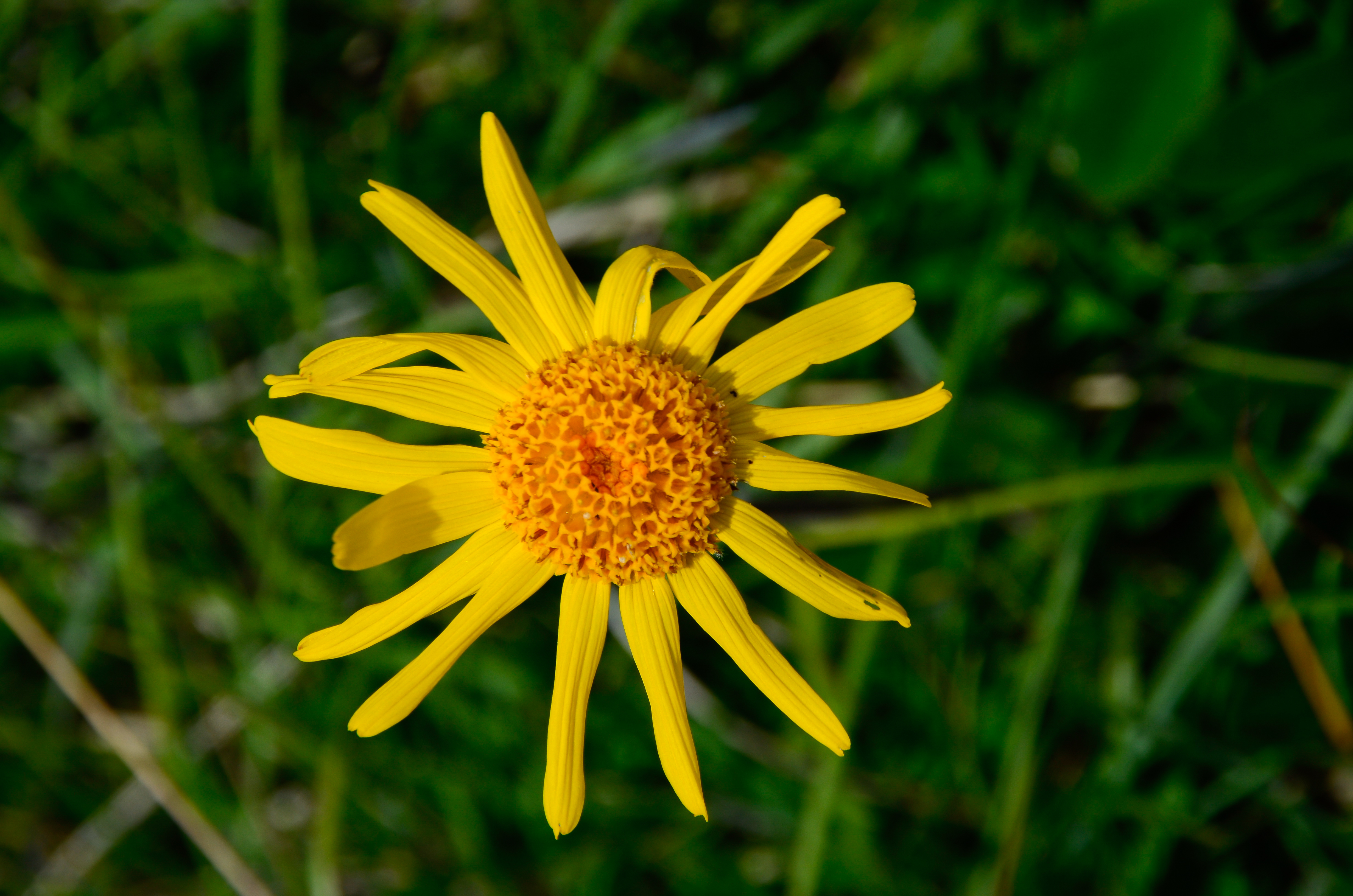
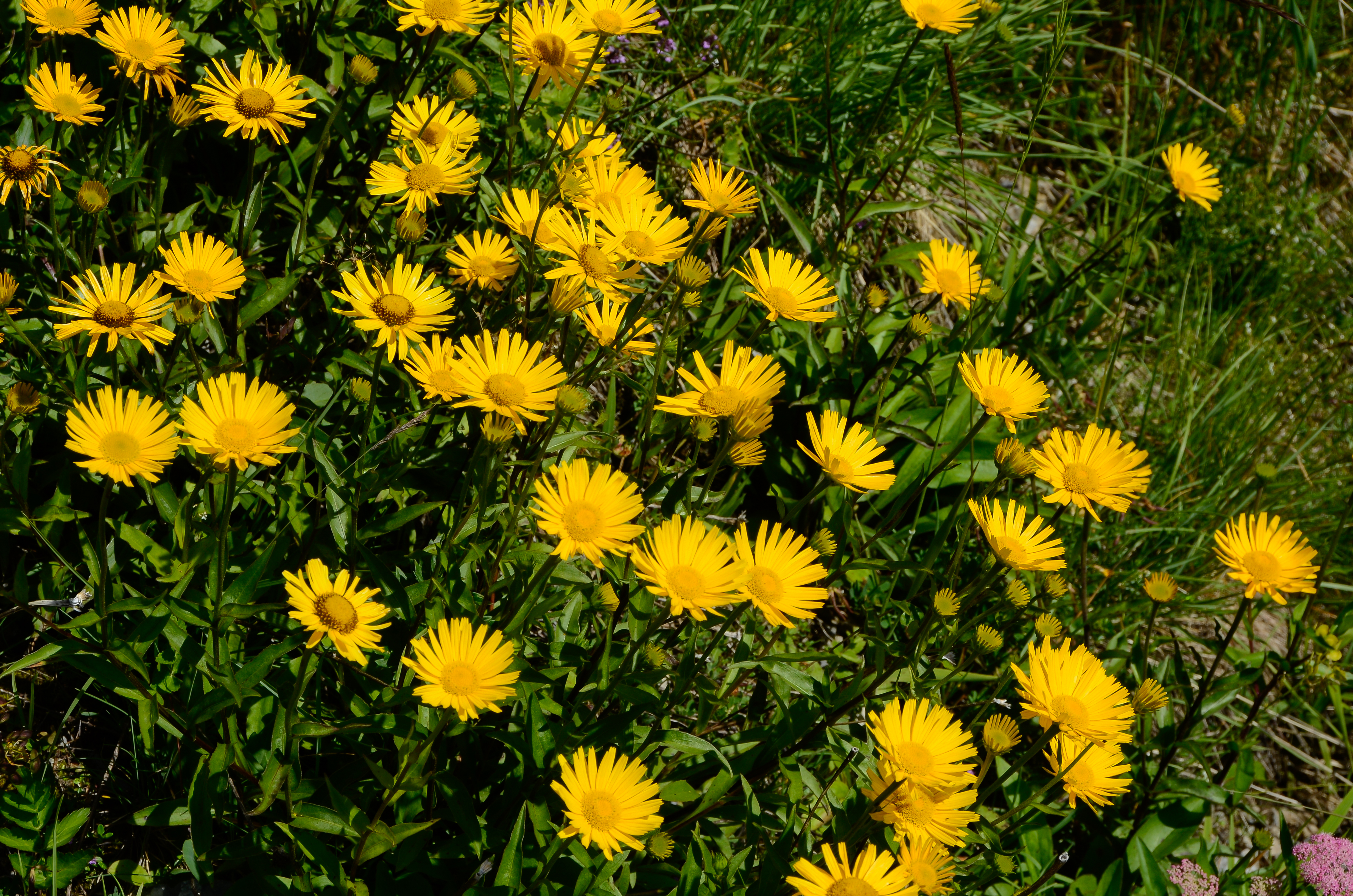
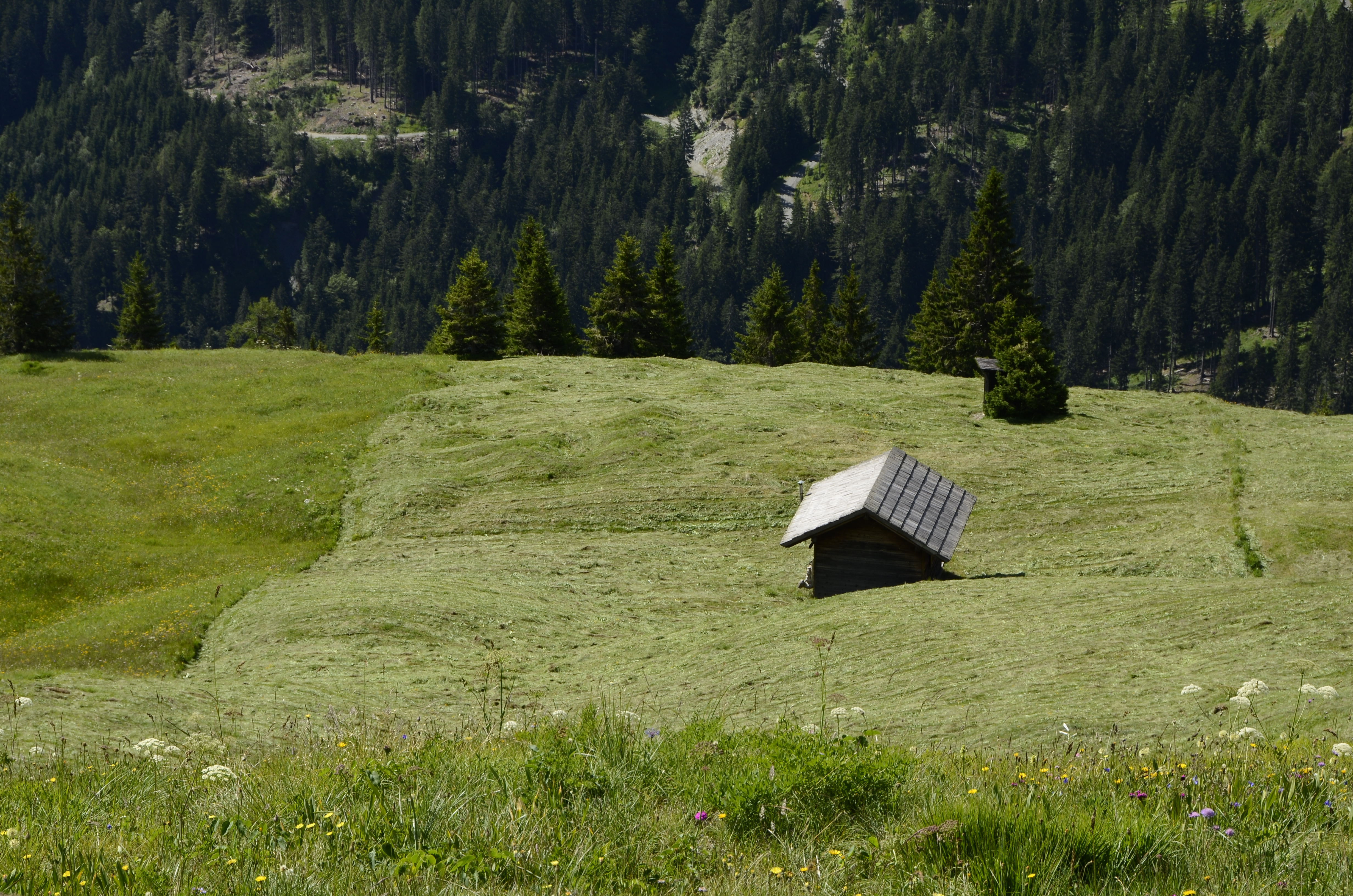
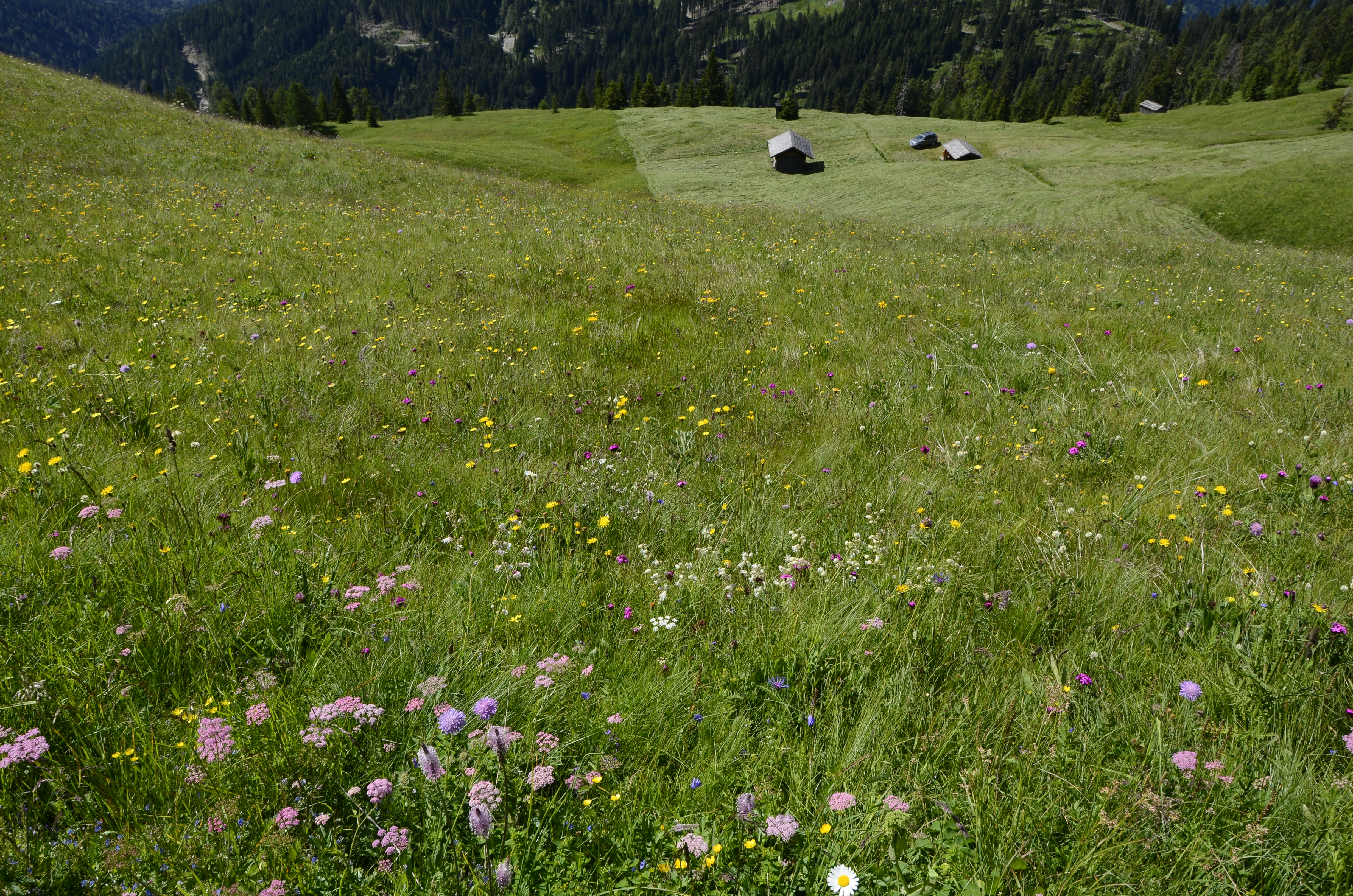
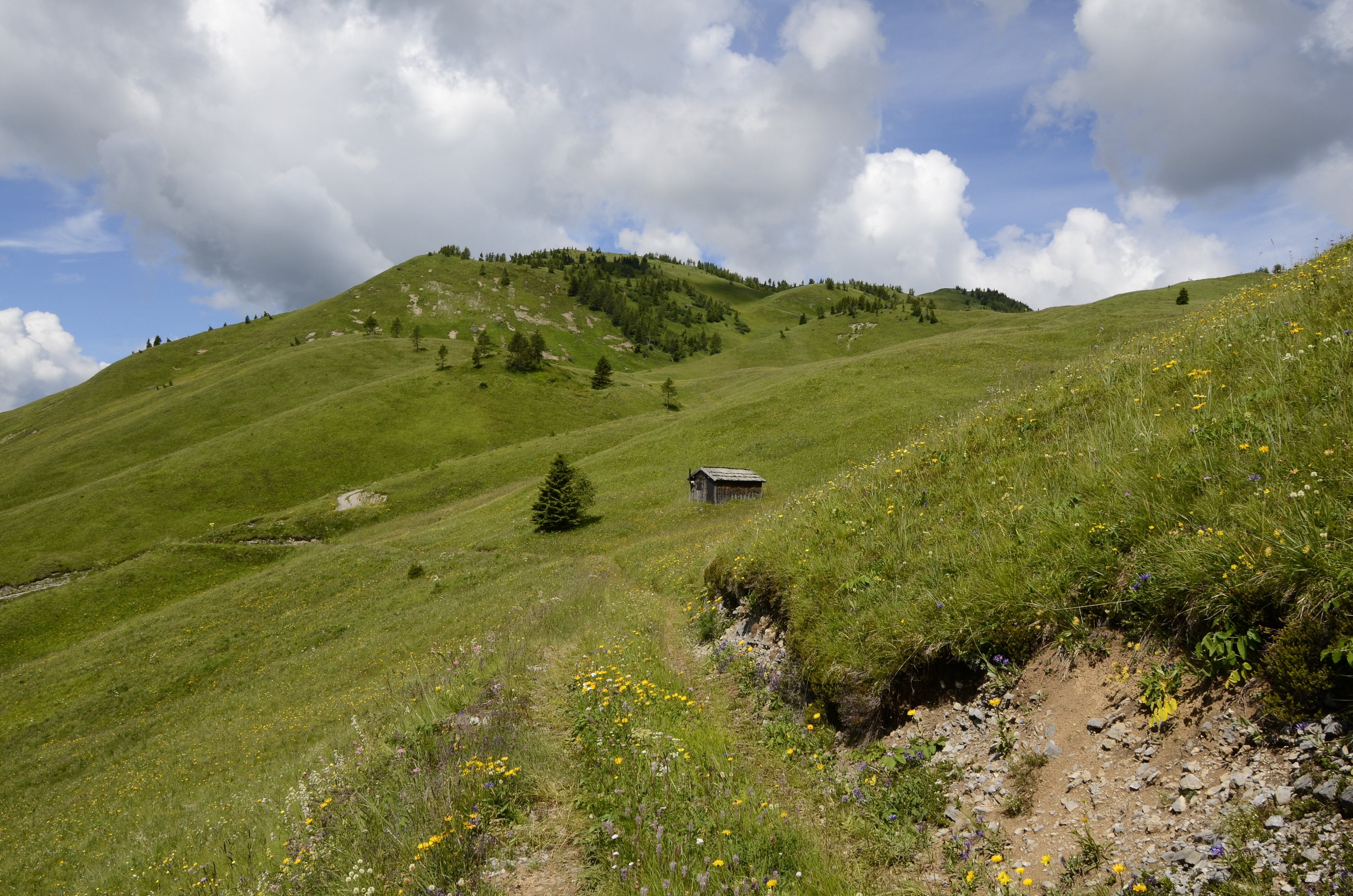
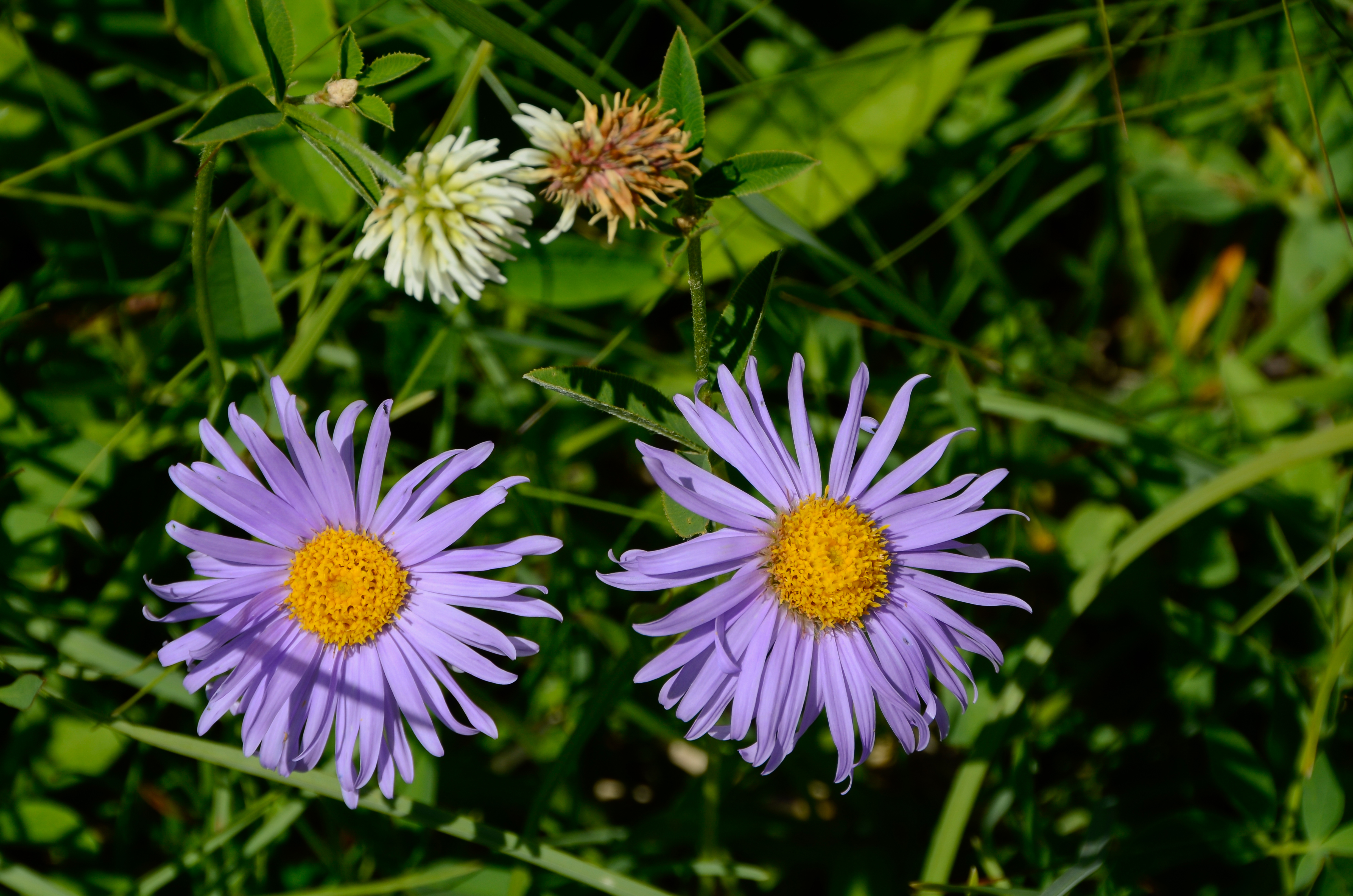

## Belege
- Helmut Hartl, Hans Sampl, Ralf Unkart: Kleinode Kärntens. Nationalparks, Naturschutzgebiete, Landschaftsschutzgebiete, Naturdenkmale. Kärntner Druck- und Verlagsgesellschaft, Klagenfurt 1993, ISBN 3-85391-092-0, S. 32.
- Schutzobjekte und Maßnahmen Land Kärnten[12][13]
- Kurztitel: Europaschutzgebiet „Mussen“ Titel Verordnung der Kärntner Landesregierung vom 27. Februar 2024, Zl. 08-NATRE-70989/2006-26, mit der das Gebiet „Mussen“ zum Europaschutzgebiet erklärt wird  LGBl. Nr. 15/2024[2]
- Biodiversity Europa Mussen[11]
- Schutzgüter natürliche Lebensräume und Tier- bzw. Pflanzenarten Fauna-Flora-Habitat-Richtlinie[16]
- Gebietsmanagementplan Mussen Natura 2000-Gebiet[12][13]
- Paradieslilie und Höllenotter – Bergwiesenlandschaft Mussen: artenreiche Kulturlandschaft des Lesachtales in den Gailtaler Alpen. Naturwiss. Verein für Kärnten, Klagenfurt 2002, ISBN 3-85328-026-9.
- Nationale Bewertung des österreichischen Natura 2000-Netzwerkes[17]
- Naturschutzgebiete Österreichs. Band 4: Kärnten, Steiermark[18]
- Peter Huemer, Christian Wieser: Schmetterlingsvielfalt im Natura-2000-Schutzgebiet Mussen. Hrsg.: Kärntner Naturschutzberichte. 1999, S. 109 – 111 (zobodat.at [PDF]).
- P. Huemer, S. Erlebach, Ch. Wieser: Diversität von Schmetterlingen im Gebiet der Mussen (Kärnten, Lesachtal). In: Carinthia II. 191./111. Jahrgang, 2001 (PDF).
- ARGE Kärntner Almheu[19]